# Neochlamisus velutinus
Neochlamisus velutinus är en skalbaggsart som beskrevs av Karren 1972. Neochlamisus velutinus ingår i släktet Neochlamisus och familjen bladbaggar. Inga underarter finns listade i Catalogue of Life.